# Tytroca impar
Tytroca impar är en fjärilsart som beskrevs av George Francis Hampson 1913. Tytroca impar ingår i släktet Tytroca och familjen nattflyn. Inga underarter finns listade i Catalogue of Life.